# Heptanoate de stéaryle
L'heptanoate de stéaryle ou heptanoate d'octadécyle est l'ester de l'alcool stéarylique et de l'acide heptanoïque. Il est préparé à partir d'alcool stéarylique, qui peut être dérivé de l'huile de cachalot ou de sources végétales.
L'heptanoate de stéaryle est un ingrédient de la plupart des ligneurs et d'autres cosmétiques comme émollient.